# Lontov
Lontov (Hongaars: Lontó) is een Slowaakse gemeente in de regio Nitra, en maakt deel uit van het district Levice.
Lontov telt 709 inwoners.